# 佐藤宽子 (1985年)
佐藤宽子（日语：／ Satō Hiroko，1985年2月17日—），日本女演员、艺人、写真偶像，神奈川县人。
所属经纪公司：FITONE Co., Ltd→BESIDE（FITONE Co., Ltd提携）→Entertainment Products Inc.（FITONE Co., Ltd提携），通称「宽子会長」。

## 简介
佐藤宽子出身在福島县，在神奈川县长大。爱好剑道、書道、夢日記等。
为了报考女演员，佐藤宽子参加了电影的试镜作为出道的契机。2002年、主演电影《SCARE〜地獄の課外授業〜》出道。其後，寫真偶像活動開始。凹版写真摄影時代，F罩杯丰满的胸围和纤腰的腰围为她博得了很高的人气。为了保持腰围，每天仰卧起坐锻炼腹肌500回（出道前每天1000次）。公开在中学、高校担任学生会长的经历，想要写真偶像时代没有男性经验，直到结婚保持处女状态。有2岁以下和4岁以下的妹妹。
2005年发行GIRLS'RECORD公司的CD『Can't Hide』。被同組乐曲的歌手矶山沙也加、星野亚希称賛歌唱实力。
2006年开始，她本人根据以前的志向，以演员行業優先。出演特摄作品《魔彈戰記龍劍道》的重要女角。电视剧《スイーツドリーム》担任主角。
2007年，开始摆脱「優等生」「清純派」的形象，时隔2年发售的写真集向半裸挑战了。从此以后，作为演员出演的性格温和的角色较多，不过，反派角色等各种各样的角色也变得不少。同时，也有在自己的体格、运动神经的好处能接受的范围内，演出格斗电视剧的“武打”。
2010年，经纪公司由FITONE转为BESIDE移籍。同年上映主演电影《裸体之夜：掠夺狂爱》，自身初次裸体出演，挑战了艳情的场面。通过本作品，她获得第32次横滨电影节最佳新人奖。以后她活跃在电视剧、舞台剧等演出上。2014年，再次变更经纪公司。她30岁时，通过2015年发售的集英社《周刊play》（2015年第5号）宣布从写真界引退。
同年9月28日发售的同杂誌41号（10月12日号），凹版相片摄影时告白已经怀孕5个月，孩子出生自己就是「未婚的母亲」了。

## 出演

### 电视剧
- 假面骑士555 第3集、第4集（2003年 - 2004年、朝日电视台）
- 生き残れ（2005年5月14日、NHK）
- ディビジョン1 第15系列「お台場冒険王SP 彼氏宣誓!!」（2005年、富士电视台） - 饰 篠田由香
- 黎明前夕最黑暗 第5集（2005年、東京电视台） - 饰 ハルコ
- 爱之歌（あいのうた）（2005年10月 - 12月、日本电视台） - 饰 浜中ももこ
- 魔彈戰記龍劍道（2006年1月 - 12月、東京电视台） - 饰 野瀬かおり
- 就是说嘛（ですよねぇ。）（2006年1月 - 3月、TBS）
- 輪舞曲 第9集、第10集（2006年1月 - 3月、TBS） - 饰 大内舞子
- 富豪刑事Deluxe 第4集（2006年5月12日、朝日电视台） - 饰 北山美紀
- 愛の劇場 スイーツドリーム（2006年9月4日 - 10月27日、TBS） - 饰 吉原桃
- 特命係長 只野仁 第三季第27集（2007年1月 - 、朝日电视台） - 饰 川島亜紀
- 結婚披露宴〜人生最悪の3時間〜 第8集、第9集（2007年、富士电视台） - 饰 野崎あゆみ
- 还以为要死了（死ぬかと思った） Case07（2007年、日本电视台） - 饰 関根知香
- 另一个关于象背的故事 最終集「もうひとつの秋」（2007年11月3日、朝日电视台） - 饰 奈々子
- 储物柜物语 第3集「パチンコ玉」（2008年3月8日、朝日电视台） - 饰 貴美子 (嘉宾出演)
- 打击天使琉璃 第2集「震えの代償」（2008年、朝日电视台）- 饰 佐藤裕香
- 假面騎士Decade（2009年、東映、朝日电视台） - 饰 八代藍 / 八代淘子
- 853〜刑事・加茂伸之介 第7集（2010年3月4日、朝日电视台）- 饰 佐藤梨香
- 变脸师（FACE MAKER） 第3集（2010年10月21日、读卖电视台）- 饰 増渕恵美子 / 橋本亜美
- 周一黄金剧场 緑川警部 VS 殺人トランプ（2011年9月12日、TBS）‐饰 市田美咲
- 家族八景 Nanase,Telepathy Girl's Ballad 第2集（2012年1月31日、毎日放送、TBS） - 饰 桐生綾子
- 刑警黑川铃木 第8集（2012年2月23日、读卖电视台）- 饰 田中美佐子
- Vision～看得见杀人的女人 第3集（2012年7月26日、读卖电视台）- 饰 水島貞子
- 星期三神秘9剧场 鑑識特捜班·九条礼子〜骨を知る女〜2（2012年10月3日、東京电视台）- 饰 真野静子
- 牙狼〈GARO〉～照亮黑暗的人～（2013年4月 - 6月、東京电视台） - 饰 燕邦
- 紧急审讯室 第2集（2014年1月9日、朝日电视台） - 饰 霞智子（时装模特儿）
- 相棒 season12 第13集「右京さんの友達」（2014年1月22日、朝日电视台 / 東映） - 饰 佐藤静香
- 三个欧吉桑〜正义使者登场!! 第2集（2014年1月24日、東京电视台） - 饰 大石瑠美
- 科捜研の女 第15季 第4集（2015年11月12日、朝日电视台） - 饰 水越涼香

### 其他电视节目
- 完卖劇場（2003年7月 - 2005年9月、朝日电视台）
- ヒデヨシ（2004年10月 - 2005年10月、中部日本放送）

### 广播
- トーキング ウィズ 松尾堂（2007年4月 - 2011年3月、NHK-FM放送）

### 电影
- スケアー 地獄の課外授業（2002年）
- 买鬼回家（『超』怖い話A〜闇の鴉）（2004年）- 饰 新垣奈緒
- 东京朋友 电影版（2006年、导演：永山耕三） - 饰 佐藤恵
- 东京的谎言（2007年） - 饰 藤森樹里
- 尘封笔记本（2007年、東宝、导演：行定勳）
- 变态冻尸（2008年、MGP、导演：小泽仁志） - 饰 西野萌
- 花のあすか組 NEO!（2009年、导演：釣田泰） - 饰 紅あおい
- ゲーム☆アクション（2009年、导演：松村清秀） - 饰 千里
- 裸体之夜：掠夺狂爱（2010年、导演：石井隆） - 饰 怜
- 白夜行（2011年、导演：深川荣洋） - 饰 笹垣克子
- たとえば檸檬 (2012年)
- Another アナザー（2012年） - 饰 水野早苗
- 鼹鼠之歌 潜入捜査官REIJI（2014年2月15日） - 饰 黑暗赌场女经销商

### PV
- 河村隆一『ヒロイン』（2009年2月4日发售） - 初回限定版DVD收録

### 舞台
- 櫻の園（2007年6月24日-7月1日、ネルケプランニング、於：青山圆形劇場） - 饰 志水由布子
- PAIN（2008年8月22日-31日、秦組、於：「劇」小劇場）
- ひみつのアッコちゃん（2009年7月9日-12日、劇団ガソリーナ、於：江古田ストアハウス） - 饰 岩城しずく（女流电影导演）

## CM
- 積水化学工業株式会社 「セキスイハイム」
- Imation 株式会社
- 武富士（2005年）饰 研讨会講師
- ARDEPRO株式会社（2007年10月） 「家族」篇 饰 女儿

## DVD
- First Touch Hiroko Sato（2002年11月15日、JVD）
- PEEK A BOO（2002年12月10日、ブックマン社）
- Pure Smile 佐藤寛子（2003年4月19日、竹書房）
- 佐藤寛子 リリーホワイト（2003年8月29日、AQUAHOUSE Inc.）
- 秘密（2003年11月20日、竹書房）
- HO2 佐藤寛子（2004年3月10日、日本索尼音樂娛樂）
- 週刊ヤングサンデー PREMIUM DVD 佐藤寛子 Lover's Eyes（2004年6月2日、波麗佳音）
- 月刊 佐藤寛子（2004年7月28日、E-NET FRONTIER）
- 佐藤寛子 PREMIUM（2004年12月17日、竹書房）
- 昭和ノスタルジー（2005年1月25日、ALL IN ENTERTAINMENT）
- truth（2005年3月25日、Japan Home Video）
- Real B Face（2005年4月25日、ALL IN ENTERTAINMENT）
- move in DIOSA（2005年8月27日、WANI BOOKS）
- 透幻鏡（2005年10月5日、波麗佳音）
- ヒロコとパンダと上海で（2006年5月17日、日本索尼音樂娛樂）
- 太陽の軌跡 in サルデニア島（2006年9月20日、Line Communications）
- 幻想の都 in ローマ （2006年9月20日、Line Communications）
- I hold nothing（2007年2月23日、Forside）
- Special DVD-BOX（2007年9月20日、Line Communications）
- ミテルだけ（2008年5月23日、愛貝克思娛樂）
- -メタモルフォーゼ-映画「ヌードの夜/愛は惜しみなく奪う」より （2010年9月9日、角川映画）

## 写真集
- Peek a Boo!‐ピーカ·ブー!（2002年12月、朝日出版社、摄影：若杉ケンジ）ISBN 978-4-89308-510-8
- 水蜜桃（2003年3月、ぶんか社、摄影：西条彰仁）ISBN 978-4-8211-2509-8
- fine（YC photo book）（2003年9月、秋田書店、摄影：上野勇、編集：ヤングチャンピオン編集部）ISBN 978-4-253-01083-2
- 恋文-小さな恋の物語。（2003年10月 竹書房、摄影：西条彰仁）ISBN 978-4-8124-1346-3
- 秘密（2003年11月20日、竹書房、摄影：井ノ元浩二）ISBN 978-4-8124-1420-0
- H2O（2004年3月10日、学習研究社、摄影：渡边達生、編集：BOMB）ISBN 978-4-05-402295-9
- Lover's Eye(YOUNG SUNDAY SPECIAL GRAPHIC VOL.5)（2004年5月、小学館、摄影：齐木弘吉）ISBN 978-4-09-104016-9
- Hiroko·mix（2004年5月28日、竹書房、摄影：加納典让）ISBN 978-4-8124-1663-1
- 月刊 佐藤寛子(SHINCHO MOOK)（2004年7月、新潮社、摄影：藤代冥砂）ISBN 978-4-10-790129-3
- WPB-net REMIX DVD 佐藤寛子「ANNIVERSARY」（2004年7月16日、集英社、摄影：西条彰仁）ISBN 978-4089005125
- 情熱（2004年10月、竹書房、摄影：石川健一郎）ISBN 978-4-8124-1881-9
- DIOSA（2005年6月、ワニブックス、摄影：池田亨昭）ISBN 978-4-8470-2863-2
- PORTRAIT（2007年8月25日、ワニブックス、摄影：丸谷嘉長）ISBN 978-4-8470-4033-7
- ヌードの夜／愛は惜しみなく奪う（2010年9月、角川書店）ISBN 978-4-04-854554-9

### 网络写真集
- 佐藤寛子コレクション（页面存档备份，存于）(hiroko sato collection 2004 - 2006)（2005年9月15日、小学館）

## CD
- Can't Hide（2005年5月25日发售、GIRLS' RECORD）附DVD
- Very Merry X'mas（2005年12月7日发售、GIRLS' RECORD）附DVD
磯山沙也加、星野亞希的单元。